# Episodi di Extreme Football
Lista degli episodi della prima e seconda stagione di Extreme Football.
In Italia i primi 26 episodi della serie sono stati trasmessi su Rai 2 dal 9 giugno al 16 luglio 2014, mentre i successivi sono andati in onda su Rai Gulp a seguito delle repliche dei precedenti.
| N°    | Titolo                         | Prima TV       |
| ----- | ------------------------------ | -------------- |
| 01    | Fratello a sorpresa            | 9 giugno 2014  |
| 02    | Capitano per un giorno         | 10 giugno 2014 |
| 03    | Una famiglia soffocante        | 11 giugno 2014 |
| 04    | Paura del buio                 | 12 giugno 2014 |
| 05    | Duelli                         | 13 giugno 2014 |
| 06    | Il potere della mente          |                |
| 07    | Premio pubblico                |                |
| 08    | Notte al forum                 |                |
| 09    | Troppi impegni per Gioele      | 23 giugno 2014 |
| 10    | Il nuovo amico                 | 24 giugno 2014 |
| 11    | Il pallone scomparso           | 25 giugno 2014 |
| 12    | Tutti in roller                | 26 giugno 2014 |
| 13    | Una bugia tira l'altra         | 27 giugno 2014 |
| 14    | Gelosia                        | 30 giugno 2014 |
| 15    | Nessuno mi vuole               | 1º luglio 2014 |
| 16    | Te lo sogni                    | 2 luglio 2014  |
| 17    | Una strana alleanza            | 3 luglio 2014  |
| 18    | Senza guida                    | 4 luglio 2014  |
| 19    | Maschi contro femmine          | 7 luglio 2014  |
| 20    | Non toccate la mia porta       | 8 luglio 2014  |
| 21    | Non più capitano               | 9 luglio 2014  |
| 22    | Un'amica appiccicosa           | 10 luglio 2014 |
| 23    | I Dark Side dettano legge      | 11 luglio 2014 |
| 24    | Partita a carte                | 14 luglio 2014 |
| 25    | Troppe bugie                   | 15 luglio 2014 |
| 26/01 | Il cocco di Renatone           | 16 luglio 2014 |
| 27/02 | Vergogna di papà               | 18 agosto 2016 |
| 28/03 | Cattiva reputazione            | 19 agosto 2016 |
| 29/04 | Le battute di Luna             | 20 agosto 2016 |
| 30/05 | Essere all'altezza             | 21 agosto 2016 |
| 31/06 | Come una marionetta            | 22 agosto 2016 |
| 32/07 | Che sfortuna!                  | 23 agosto 2016 |
| 33/08 | Sabotaggio                     | 24 agosto 2016 |
| 34/09 | Ci riesci o non ci riesci?     | 25 agosto 2016 |
| 35/10 | Amore o amicizia               | 26 agosto 2016 |
| 36/11 | Non sono stato io, è stato lui | 27 agosto 2016 |
| 37/12 | Passaggio sbagliato            | 28 agosto 2016 |
| 38/13 | Lo spione                      | 29 agosto 2016 |
| 39/14 | Paura di crescere              | 30 agosto 2016 |